# Snap Out of It
A Snap Out of It az Arctic Monkeys angol indie rock együttes dala, amely a hatodik kislemezként jelent meg az AM című albumukról 2014. június 9-én.
A kislemez az Egyesült Államokban, az Egyesült Királyságban és Kanadában is platina minősítést kapott.

## Videóklip
A dal videóklipjét a Focus Creeps rendezte, és 2014. június 16-án jelent meg. A klipben egy nő (Stephanie Sigman) kanapéján ül, az együttesről nézve felvételeket, ahogy stúdiójukban forgatnak. Alex Turner frontemberre kezd el fókuszálni, elkezd sírni és táncolni. A videó végén megjelenik a felvételek közben, arra utalva, hogy az énekessel korábban kapcsolatban volt, de szakítottak.

## Zenészek
Arctic Monkeys
- Alex Turner – énekes, ritmusgitár
- Jamie Cook – elektromos gitár
- Nick O’Malley – basszusgitár, háttérénekes
- Matt Helders – dobok, háttérénekes

További
- James Ford – zongora, billentyűk, producer

## Slágerlisták
| Slágerlista (2014)                  | Legmagasabb pozíció |
| ----------------------------------- | ------------------- |
| Belgium (Ultratip Flanders)         | 13                  |
| Belgium (Ultratip Wallonia)         | 35                  |
| Egyesült Királyság (OCC UK Singles) | 82                  |
| Egyesült Királyság (OCC UK Indie)   | 6                   |
| FÁK (TopHit Airplay)                | 188                 |
| Írország (IRMA)                     | 68                  |
| Kanada Rock (Billboard)             | 19                  |
| US Hot Rock Songs (Billboard)       | 37                  |

## Minősítések
| Régió | Minősítés  | Eladott példányszám |
| --- | ---------- | ------------------- |
| Kanada (Music Canada)                                                                                                   | platina    | 80 000‡             |
| Olaszország (FIMI) | arany      | 35 000‡             |
| Spanyolország (PROMUSICAE) (2015 óta)                                                                                   | arany      | 20 000‡             |
| Egyesült Királyság (BPI)                                                                                                | 2× platina | 1 200 000‡          |
| Egyesült Államok (RIAA)                                                                                                 | platina    | 1 000 000‡          |
| Streaming |            |                     |
| Görögország (IFPI Greece)                                                                                               | arany      | 3 000*              |
| ‡ Eladási+streaming példányszámok kizárólag a minősítés alapján. † Csak streaming számok kizárólag a minősítés alapján. |            |                     |

## Kiadások
| Régió              | Dátum           | Formátum            | Kiadó  |
| ------------------ | --------------- | ------------------- | ------ |
| Egyesült Királyság | 2014. június 9. | kortárs slágerrádió | Domino |